# علی بن طاهر سلمی
علی بن طاهر سلمی (انگلیسی: Ali ibn Tahir al-Sulami; – ۱ ژانویهٔ ۱۱۰۶) محقق، عالم و خطیب شافعی مسجد جامع دمشق و نخستین کسی بود که طی موعظه‌هایش مسلمانان را به جهاد علیه صلیبیون طی جنگ صلیبی اول فراخواند. و تنها بخش‌هایی از موعظه‌های او که مکتوب کرده‌است، با عنوان کتاب الجهاد باقی مانده‌است.